# 宇佐蔵べに
宇佐蔵 べに（うさくら べに、1998年〈平成10年〉12月12日 - ）は、日本の女性アイドル、歌手。神奈川県出身。ソロ活動時の別名義はusabeni（うさべに）。
FRUN FRIN FRIENDS、バンド・CHILDISH TONES feat.宇佐蔵べにのメンバー。女性アイドルグループ・APOKALIPPPS、avandonedの元メンバー（後期はプレイング・プロデューサー）。
セルフディレクションによるソロアイドルの他、グラフィックデザイン・振付・MV制作など多岐に活動。

## 来歴
濱野智史プロデュースのアイドルグループ・PIP（Platonics Idol Platform）のメンバーオーディションに応募。落選したメンバーの中から結成されたあヴぁんだんどのメンバーとして、2014年7月8日デビュー。
2016年には、カイ（BELLRING少女ハート）、石川浩司（ex.たま）とともに「えんがわ」を結成、4月20日に「おばんざいTOKYO / オー・シャンゼリゼ」をリリース。
2017年には、西井万理那を中心とするAPOKALIPPPSの結成に参加、8月27日に横浜アリーナで開催された「@JAM EXPO 2017」でお披露目となった。
2017年12月7日、TOY楽器バンド・CHILDISH TONESのライブ（下北沢THREE）にゲスト参加。以後、CHILDISH TONES feat.宇佐蔵べにとしての活動を行う。
あヴぁんだんどでは、結成より振付を担当、2016年に結成時の運営と離れて以来セルフプロデュースであったが、2019年、avandonedに改名および新メンバー加入に伴いプレイング・プロデューサーに就任。2020年2月解散。結成時から解散まで5年7か月所属した。
2020年4月、なゆたあく（元あヴぁんだんど:星なゆた、現・nonayu）とFRUN FRIN FRIENDSを結成。2021年12月活動休止。
2020年10月、神戸にて自身がデザインを手掛けるアパレル・ZINEショップ「NARUHESON;S」をオープン。
2022年4月16日、加納エミリプロデュースによるソロ1stシングル「passion」をリリース。
2022年10月8日、2ndシングル「open mind」をリリース。
2022年10月18日、APOKALIPPPSを卒業。
2023年6月5日、合同会社Blute Companyとの業務提携および公式ファンクラブの開設を発表。
2023年9月2日、ソロ音楽活動での名義を"usabeni"とすることを発表。
2024年6月4日、Blute Companyとの業務提携満了・退所。
2024年10月7日、活動10周年を迎え、アニバーサリーシングル「Patchwork」をリリース。
2024年11月7日、nonayuと「nonayu & usabeni」として再度コラボ。自身らの作詞によるシングル曲「Ice Bahn / PEEK-A-BOO!」をデジタル配信および7inchレコード（CD-R付・40枚限定）でリリース。
2025年1月、南波一海のアイドル三十六房「年忘れ！R-グランプリ2024」にて、「AIR」がシングル部門グランプリを受賞。
2025年2月26日、nonayu & usabeniで、あヴぁんだんど時代の楽曲『点滅ばいばい』（最果タヒ作詞）をリリース。

## ディスコグラフィ

### オムニバス参加
- ロボキッス（usabeni×中村ソゼ） - ハロー!プロジェクト トリビュートアルバム『シューティング スター』収録

## 振付
- あヴぁんだんど／avandoned 全曲
- FRUN FRIN FRIENDS 全曲

- APOKALIPPPS「ツキのウサギ」「つなつなつー」「リプ・オア・ダイ」「APOKALIPPPS GRAFFITI」「俺の推してるアイドルグループに君が入った」「セブンスワン」「恋愛killing」
- エレクトリックリボン「パラレるパラリる」
- 吉川友にぱいぱいでか美「手を合わすオンナ」
- グデイ「グデイ・ザ・スーパースタア」
- くぴぽ「あたしが星座になる前に」「しゃぼん玉ホリデー」「紫陽花と短冊」
- 最高じぇねれーしょん「グラデーション」「ロードソング」
- SAKA-SAMA「ネガティブ・グライダー」「革命前夜」
- さよならステイチューン「トレンド・デレラ」
- swaggg???「アソビタリナイ」「LOOSER LOOSER」「愛情失調症候群」「ザ・メンタル☆マッスル」
- 鳥 very Bird「Happy Birdday」
- なにぬねるん?「ジグザグ心電図」
- ぱいぱいでか美「でか美祭りテーマソング」
- バンドじゃないもん!MAXX NAKAYOSHI「ナナコロ！」「この世に君が生きてる限り」「時刻は真夜中、踊れ少年！」「最高の日常」
- 平野友里「12時14分の魔法」
- まちだガールズ・クワイア「遊星少女マチルガ」
- re:miaw「さよならはプレリュード」「うぃーくりー」

他